# 1452

## Събития
- Образувано е Херцогство Модена

## Родени
- 15 април – Леонардо да Винчи, италиански учен и художник
- 21 септември – Джироламо Савонарола,